# John Morton (politiker)
John Morton, född 1725, död 1 april 1777, var en amerikansk politiker.

## Biografi
Morton härstammade från svenske undersåten Mårten Mårtensson, som på 1600-talet utvandrade från Finland till Nya Sverige. 
Morton föddes i grevskapet Chester i kolonin Pennsylvania, nära Philadelphia, var fram till sitt 30:e år jordbrukare och lantmätare. Han var medlem av Pennsylvanias lagstiftande församling 1756-66 och 1772-77, flera gånger dess talman. Fredsdomare 1764, medlem av stämpelaktkongressen i New York 1765, var han grevskapets sheriff 1766-70 och flera år president i dess civildomstol. Ledamot av Pennsylvanias högsta domstol i april 1774, var Morton 1774, 1775 och 1776 medlem av kontinentalkongressen. Härunder avgjorde han som ordförande i Pennsylvanias delegation dess deltagande i självständighetsförklaringen 1776, som han undertecknade. Därefter var Morton ordförande i den kommitté, som skulle utarbeta Konfederationsartiklarna. Mitt under arbetet dog Morton.